# Ateneo (músico)
Ateneo (en griego: Ἀθήναιος, atenaios, "ateniense") fue un compositor y músico que vivió entre los años 138–28 a. C., cuando  compuso sus Himnos délficos a Apolo, con una lectura particularmente ateniense. 